# 新潟市出身の人物一覧
新潟市出身の人物一覧（にいがたししゅっしんのじんぶついちらん）は、Wikipedia日本語版に記事が存在する新潟県新潟市出身の人物の一覧である。

## 旧新潟市域
※ 東区・中央区・江南区・西区 (概ね平成の大合併以前の新潟市域)

### 政財界
- 加藤清二郎（実業家、聚楽創業者）
- 倉井敏磨（実業家、三菱ガス化学社長）
- 関山信之（政治家、民主党新潟県連初代代表・元衆議院議員）
- 深沢茂之（裁判官、山形地方裁判所長・元東京高等裁判所判事）
- 南場智子（実業家、ディー・エヌ・エー創業者・会長、 横浜DeNAベイスターズオーナー、女性初日本プロ野球オーナー会議議長）
- 長島健祐（実業家、バーグハンバーグバーグ社長）

### 学界
- 五十嵐一（イスラム学者）
- 猪口孝（政治学者）
- 海部宣男（天文学者）
- 小池和男（経済学者）
- 近藤正二（衛生学者）
- 佐藤幸治（憲法学者）
- 柴田善雅（経済学者）
- 鈴木厚人（物理学者）
- 建部遯吾（社会学者）
- 田中美知太郎（哲学者）
- 田村貞雄（経済学者）
- 長濱政壽（行政学者）
- 細野真宏（経済評論家、予備校講師。『経済のニュースが面白いほどわかる本』ほか著者）

### 漫画家
（人名の後に、代表作一作を括弧内に記す。）
- 旭凛太郎
- 岡村賢二（『宇強の大空』）
- 小畑健（『DEATH NOTE』）
- 叶精作（『魔物語 愛しのベティ』）
- こいしさとし
- 古泉智浩（旧亀田町。『青春☆金属バット』）
- 小林まこと（『ホワッツマイケル』）
- 近藤ようこ（『見晴らしヶ丘にて』）

- 高橋留美子（『うる星やつら』）
- 猫山宮緒（『瞳をそらさずにいて』）
- 魔夜峰央（『パタリロ!』）
- 水島新司（『ドカベン』）
- 山田芳裕（『デカスロン』）
- わかつきめぐみ（『月は東に日は西に』）

### 芸術家（除漫画家）
作家
- 綾崎隼（小説家）
- 新井満（作家）
- 神林長平（SF作家）
- 斎藤惇夫（児童文学作家）
- 斎藤美奈子（文芸評論家）
- 坂口安吾（小説家）
- 涼風涼（小説家）

- 火坂雅志（小説家）
- 平出修（作家、弁護士）
- 藤沢周（小説家、法政大学経済学部教授）
- 吉川良太郎（小説家、SF作家）
- 鷲尾雨工（小説家）

その他
- 会田誠（画家）
- 鈴木雅久（イラストレーター）
- 前川國男（建築家）
- 佐藤忠男（映画評論家）
- 小林米作（映画監督）
- 曾我正史（旧亀田町。映画プロデューサー、映画監督、脚本家、実業家）
- 山賀博之（ガイナックス代表取締役社長）

### 芸能

#### 俳優・声優
俳優
- 伊藤俊人
- 丘ナオミ
- 三上真史
- 川田芳子
- 稲野和子
- 鷲尾いさ子
- 六条奈美子
- 越乃リュウ
- 藤井美菜
- 相馬杏奈
- 山岸快
- 馬場ふみか

声優
- 島田敏[1]（声優）
- よこざわけい子[2]（声優）
- 平川大輔（声優）

#### 音楽家 （五十音順）
- 石田燿子（アニメソング歌手）
- 歌川二三子（演歌歌手）
- 枝並千花（ヴァイオリン奏者）
- 大野敬正（ミュージシャン・津軽三味線奏者）
- 奥村愛（ヴァイオリン奏者）
- 小唄勝太郎（歌手）
- 小林幸子（演歌歌手）
- samfree（音楽プロデューサー）
- DOUBLE（ミュージシャン）
- coba (アコーディオニスト、作曲家)

#### 舞踊家
- 藤蔭静樹（新舞踊 藤蔭流創始者）
- 名倉加代子（ダンサー、振付師）

#### タレント
- 相沢まき（タレント、旧芸名・相沢真紀）
- 長谷川希（タレント）
- 山本浩司（お笑いタレント・タイムマシーン3号）
- 渡辺ラオウ（お笑い芸人）
- 寿々木米若（浪曲師。旧曽野木村）

### 報道関係者

#### アナウンサー
- 斉木かおり（元日本テレビ）
- 高山香織（フリー、元名古屋テレビ放送・東日本放送）
- 長谷川慶子（元テレビ新潟、元NHK新潟放送局キャスター）
- 熊倉悟（NHK）
- 小山径（NHK）
- 野口葵衣（NHK）
- 曽我健（元NHK解説室長、江南区・旧中蒲原郡亀田町）
- 陸田陽子（北日本放送）
- 市野瀬瞳（フリー、元中京テレビ・新潟総合テレビ）
- 大島さやか（元新潟放送・福井放送）

- 中田エミリー（フリー、元新潟総合テレビ）
- 近藤丈靖（新潟放送）
- 鍵冨徹（新潟放送社員・ラジオパーソナリティ）
- 石塚かおり（新潟放送）
- 新海史子（新潟放送）
- 村山恵美（元新潟総合テレビ）
- 木竜亜希子（元フリー、元新潟総合テレビ・テレビ信州）
- 栗林さみ（フリー、元テレビ新潟）

### スポーツ

#### サッカー
- 古俣健次（元サッカー選手・元ジュビロ磐田、元アルビレックス新潟）
- 神田勝夫（同・元アルビレックス新潟、元横浜F・マリノス、元セレッソ大阪、アルビレックス新潟強化部長）
- 田中亜土夢（サッカー選手・HJKヘルシンキ）
- 平松宗（サッカー選手・VOYAGERS）
- 相澤貴志（同・元徳島ヴォルティス）
- 野本安啓（同・元ファジアーノ岡山）
- 有田光希（同・ラインメール青森FC）
- 中村亮太朗（同・モンテディオ山形）
- 落合毅人（同・エリース豊島FC）

#### 野球
- 三輪悟（元プロ野球選手・元広島東洋カープほか投手。引退後は同スコアラー・広報部長他。現NPO法人新潟野球人役員。中央区）
- 青島健太（同・元ヤクルトスワローズ内野手。引退後はセガサミー硬式野球部監督。現スポーツキャスター。中央区）
- 吉田篤史（同・元阪神タイガースほか投手。西区・出生地は東京都）
- 小林幹英（同・元広島東洋カープ投手。現広島投手コーチ。東区・出生地は広島県）
- 鈴木裕太（元東京ヤクルトスワローズ）：新潟市西区
- 荘司康誠（東北楽天ゴールデンイーグルス）：新潟市西区

#### 相撲
- 豊乃國大地（力士、中央区）
- 翔鵬豪一（元大相撲十両力士）
- 天剛山隆清（元大相撲十両力士）
- 信濃川藤四郎（元大相撲十両力士。15代間垣）

#### その他
- 小野和子（バドミントン選手）
- 國原頼子（柔道選手）
- 酒井忍（川崎競馬騎手）
- 酒井学（中央競馬騎手）
- 佐藤恵（陸上競技選手）
- SANADA（プロレスラー、新日本プロレス所属）
- 田中和一郎（競馬騎手、調教師）
- 中野大輔（体操選手）
- マッスル坂井（プロレスラー、実業家、タレント）
- 星野唯月（女子プロレスラー、スターダム所属）
- 松屋うの（女子プロレスラー、アイスリボン所属）
- 高橋彩華 (プロゴルファー）
- 野口さくら（バスケットボール選手）

## 北区

### 芸能
- 一節太郎（歌手）
- 渋谷飛鳥（旧豊栄市、タレント、女優・美少女クラブ31）
- 広川サツ（ラジオパーソナリティ）

### その他
- 月岡貞夫（アニメーション作家）
- 川村英樹（パティシエ）
- 豊山亮太（大相撲力士、旧豊栄市）

## 秋葉区

### 政財界
- 森裕子（政治家、元参議院議員、旧新津市）
- 小林一大（僧侶、政治家、参議院議員、旧新津市）
- 中野貫一（実業家。旧金津村、のちの旧新津市）

### 学界
- 小川蕃（医学者。旧金津村、のちの旧新津市）

### 芸術家
- 笹岡了一（洋画家、旧金津村、のちの旧新津市）
- 寒川道夫（児童文学作家、教育者、旧新津町、のちの旧新津市）
- 北町一郎（小説家、旧小須戸町）

### 漫画家
- 高野文子（『黄色い本』。旧新津市）

### マスコミ
- 小島秀公（テレビ東京アナウンサー。旧新津市）
- 近野宏明（日本テレビ放送網記者、ニュースキャスター。旧新津市）
- 増山由美子（新潟放送。旧新津市）

### スポーツ
- 稲垣啓太（ラグビー選手、日本代表、パナソニックワイルドナイツ所属、サンウルブズ所属）
- 太寿山忠明（元力士、15代花籠。旧新津市）
- 原わか花（ラグビー選手、7人制女子日本代表、東京山九フェニックス所属）
- 本間忠（プロ野球選手、元東京ヤクルトスワローズ投手。引退後は新潟アルビレックス・ベースボール・クラブコーチ、現「シンプル・ベースボール・アカデミー」主宰。旧新津市）
- 横山龍之介（プロ野球選手、元阪神タイガース投手。旧小須戸町）
- 笠原祥太郎（プロ野球選手、新潟アルビレックス・ベースボール・クラブ投手。旧新津市）

### 芸能
- 大滝友梨亜（元NGT48メンバー)

### その他
- 酒井憲次郎（パイロット。旧金津村、のちの新津市）

## 南区

### 政財界
- 金子恵美（元衆議院議員、自由民主党所属）
- 加藤清二郎（実業家、聚楽創業者）
- 山本登喜子（第16・22代内閣総理大臣山本権兵衛の妻）
- 安城欽寿（実業家、京セラ第2代社長）

### 学界
- 谷川敏朗（良寛研究家）
- 平澤興（京都大学教授・京都大学第16代総長）

### 芸術家
- 相馬泰三（小説家。旧庄瀬村）

### 漫画家
- えんどコイチ（旧白根市。『ついでにとんちんかん』）
- 斉藤富士夫（旧白根市。『激烈バカ』）

### 芸能
- 斉藤瞳（歌手・メロン記念日。旧月潟村）
- 高橋竹童（三味線奏者）

### スポーツ
- 原喜彦（元アマチュアレスリング日本代表・高等学校教諭）
- 渡辺浩司（元プロ野球選手・元北海道日本ハムファイターズ内野手。引退後は同打撃コーチ、同プロスカウト（スコアラー）。旧白根市）

### 宗教家
- 曽我量深（僧）

## 西蒲区

### 政財界
- 大川博（実業家、東映創業者。東映フライヤーズオーナーなど歴任）
- 石山賢吉（実業家、ダイヤモンド社創業者、西蒲区西川地区生まれ）
- 山添茂（実業家、丸紅副会長、フジテック取締役会議長、西蒲区巻地区生まれ）

### 学界
- 小柳司気太（中国文学者）
- 長沼重隆（英文学者、翻訳家）
- 山岸徳平（国文学者）

### 芸術家
- 巻菱湖（書家）

### 漫画家
- 赤塚不二夫（『天才バカボン』。旧四ツ合村、出生地は旧満州）
- 寺田ヒロオ（旧巻町。『スポーツマン金太郎』）
- 安田弘之（旧巻町。『ショムニ』）
- ほんまりう（旧巻町）

### 芸能
- 小山田サユリ（女優。旧巻町）
- 栗原みきこ（声優。旧西川町）
- 遠藤麻理（フリーアナウンサー。旧巻町）

### スポーツ
- 羽黒山政司（元力士、大相撲第36代横綱、5代立浪。西蒲区・旧中之口村）
- 相沢晋（元プロ野球選手。東北楽天ゴールデンイーグルス投手。旧岩室村）[3]

### その他
- 赤澤ナカ（学校経営者、保母。旧長場村、のち旧中之口村）。